# بلك كريك (ويسكونسن)
بلك كريك (بالإنجليزية: Black Creek, Wisconsin)‏ هي قرية تقع في الولايات المتحدة في ويسكونسن. يقدر عدد سكانها بـ 1,316 نسمة ومساحتها 2.69 كم2 وترتفع عن سطح البحر 245 متر.

## التركيبة السكانية
قام مكتب تعداد الولايات المتحدة بتحديد بيانات التركيبة السكانية لبلك كريك في تعداد الولايات المتحدة. في ما يلي، التركيبة السكانية حسب تعدادي 2000 و2010.

### تعداد عام 2000
بلغ عدد سكان بلك كريك 1,192 نسمة بحسب تعداد عام 2000، وبلغ عدد الأسر 485 أسرة وعدد العائلات 335 عائلة مقيمة في القرية. في حين سجلت الكثافة السكانية 1,145.5 نسمة لكل ميل مربع (442.3/كم2). وبلغ عدد الوحدات السكنية 513 وحدة بمتوسط كثافة قدره 493.0 نسمة لكل ميل مربع (190.3/كم2).
وتوزع التركيب العرقي للقرية بنسبة 97.73% من البيض و 1.01% من الأمريكيين الأصليين و 0.08% من الأمريكيين ذوي الأصول الآسيوية و 0.08% من الأعراق الأخرى و 1.09% من عرقين مختلطين أو أكثر. فيما شكل الهسبانيون أو اللاتينيون من أي عرق نسبة 1.09% من السكان.
بلغ عدد الأسر 485 أسرة كانت نسبة 33.2% منها لديها أطفال تحت سن الثامنة عشر تعيش معهم، وبلغت نسبة الأزواج القاطنين مع بعضهم البعض 55.1% من أصل المجموع الكلي للأسر، ونسبة 10.9% من الأسر كان لديها معيلات من الإناث دون وجود شريك، وكانت نسبة 30.9% من غير العائلات. تألفت نسبة 23.9% من أصل جميع الأسر من أفراد ونسبة 11.3% كانوا يعيش معهم شخص وحيد يبلغ من العمر 65 عاماً فما فوق. وبلغ متوسط حجم الأسرة المعيشية 2.93، أما متوسط حجم العائلات فبلغ 2.46.
بلغ العمر الوسطي للسكان 34 عاماً. وكانت نسبة 24.4% من القاطنين تحت سن الثامنة عشر، وكانت نسبة 10.6% بين الثامنة عشر والأربعة وعشرون عاماً، ونسبة 31.5% كانت واقعةً في الفئة العمرية ما بين الخامسة والعشرون حتى والأربعة وأربعون عاماً، ونسبة 20.4% كانت ما بين الخامسة والأربعون حتى الرابعة والستون، ونسبة 13.2% كانت ضمن فئة الخامسة والستون عاماً فما فوق. يوجد لكل 100 أنثى 89.2 ذكر، ويوجد لكل 100 أنثى في الثامنة عشر من عمرها فما فوق 88.9 ذكر.
بلغ متوسط دخل الأسرة في القرية 42,946 دولار، أما متوسط دخل العائلة فبلغ 49,896 دولار. وكان متوسط دخل الذكور 32,128 دولار مقابل 25,286 دولار للإناث. وسجل دخل الفرد الخاص بالقرية 18,226 دولار. وكانت نسبة 5.2% من العائلات ونسبة 7.1% من السكان تحت خط الفقر، وكان من هؤلاء نسبة 7.7% تحت سن الثامنة عشر ونسبة 5.7% في الخامسة والستين من العمر وما فوق.

## معرض صور

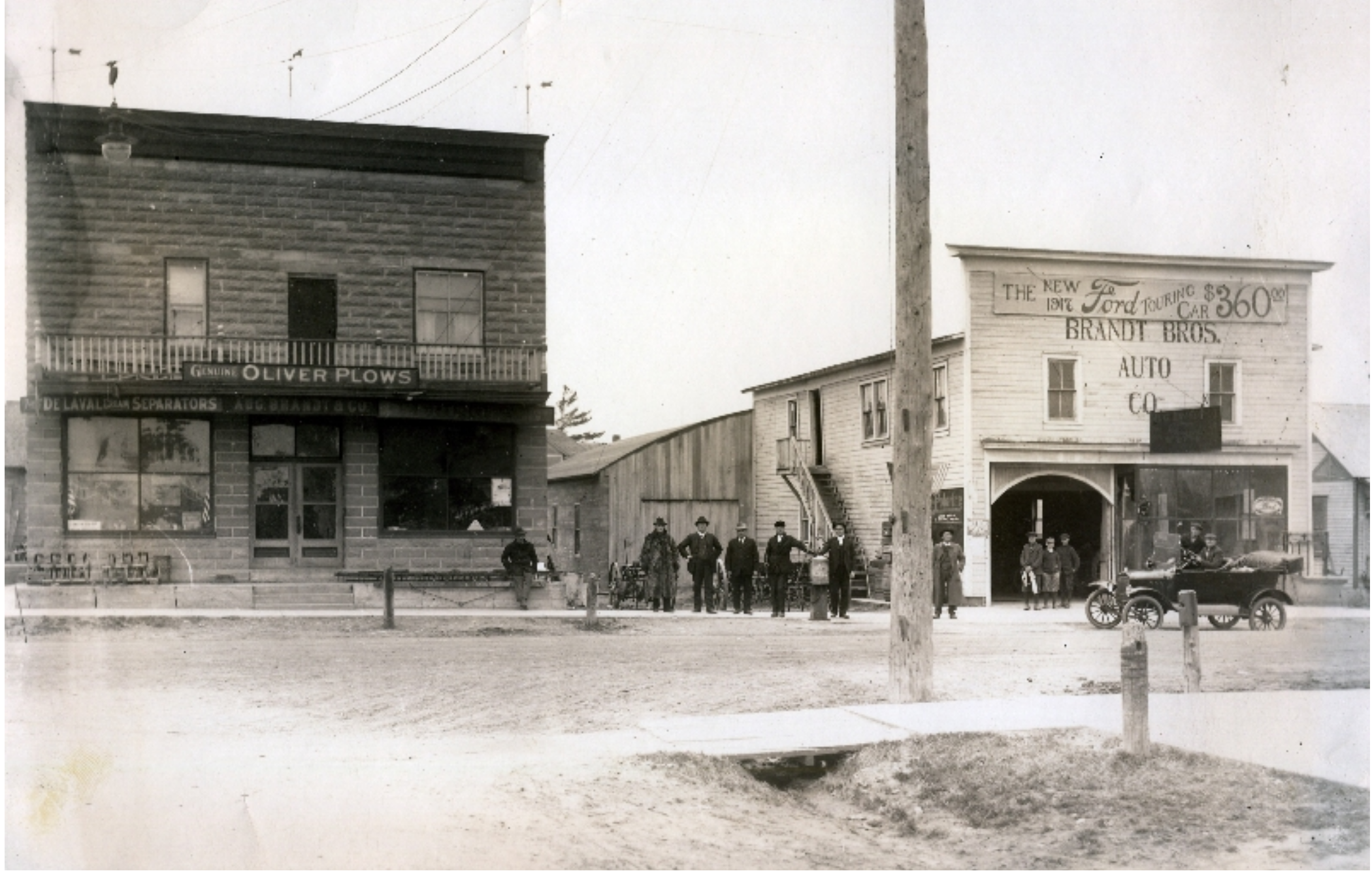
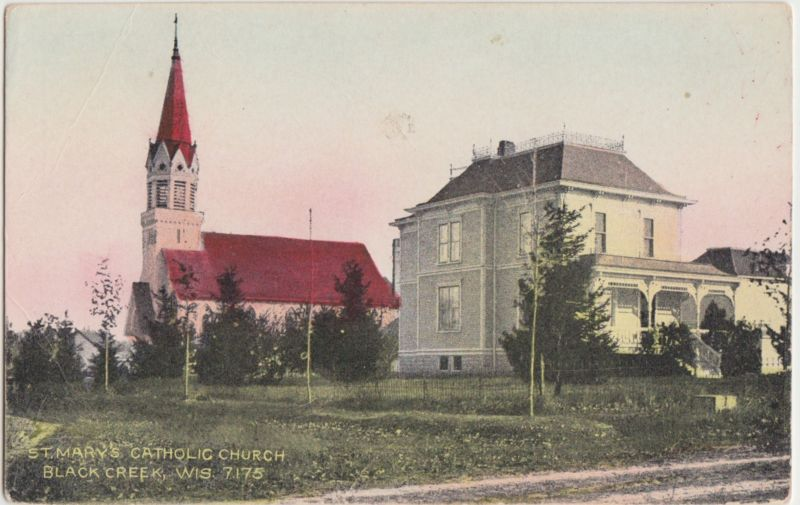
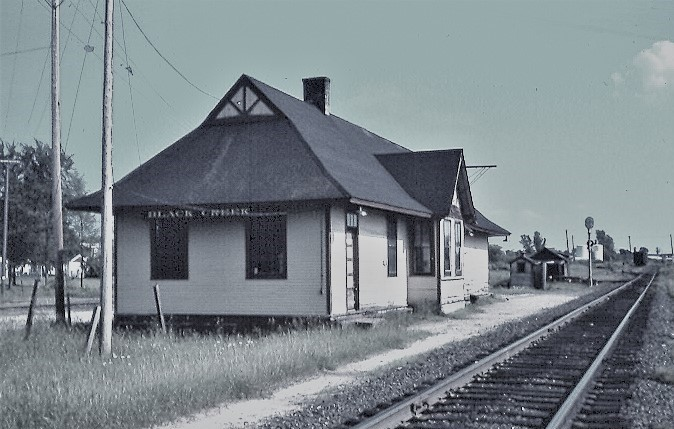
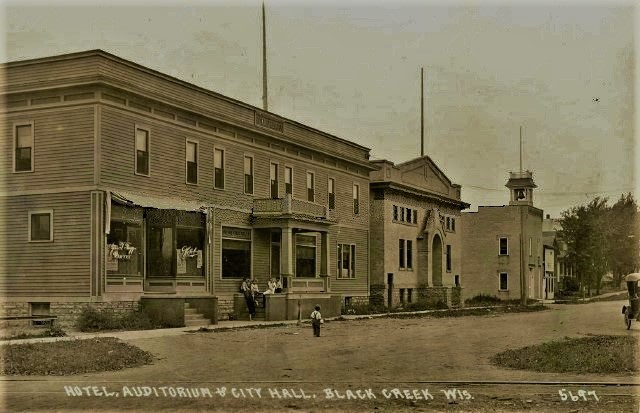
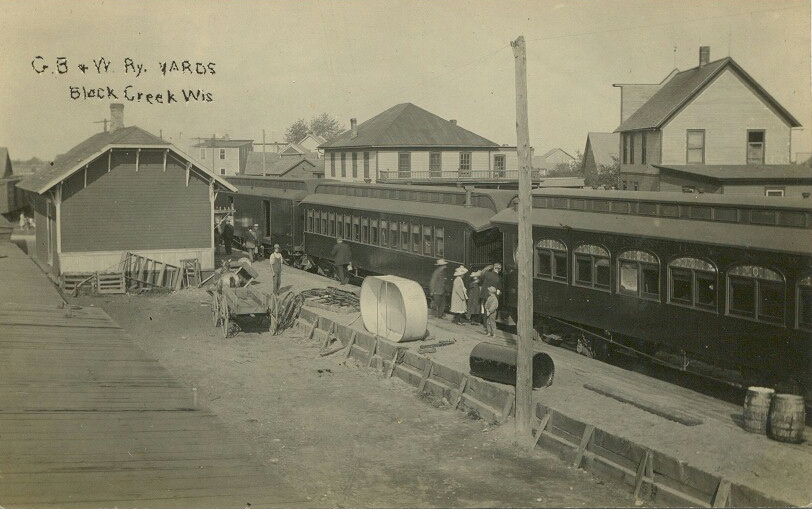

### تعداد عام 2010
بلغ عدد سكان بلك كريك 1,316 نسمة بحسب تعداد عام 2010، وبلغ عدد الأسر 513 أسرة وعدد العائلات 354 عائلة مقيمة في القرية. في حين سجلت الكثافة السكانية 1,277.7 نسمة لكل ميل مربع (493.3/كم2). وبلغ عدد الوحدات السكنية 540 وحدة بمتوسط كثافة قدره 524.3 لكل ميل مربع (202.4/كم2).
وتوزع التركيب العرقي للقرية بنسبة 96.0% من البيض و 1.4% من الأمريكيين الأصليين و 0.2% من الأمريكيين ذوي الأصول الآسيوية و 1.6% من عرقين مختلطين أو أكثر.
بلغ عدد الأسر 513 أسرة كانت نسبة 38.4% منها لديها أطفال تحت سن الثامنة عشر تعيش معهم، وبلغت نسبة الأزواج القاطنين مع بعضهم البعض 53.4% من أصل المجموع الكلي للأسر، ونسبة 10.3% من الأسر كان لديها معيلات من الإناث دون وجود شريك، بينما كانت نسبة 5.3% من الأسر لديها معيلون من الذكور دون وجود شريكة وكانت نسبة 31.0% من غير العائلات. تألفت نسبة 22.0% من أصل جميع الأسر من أفراد ونسبة 6.9% كانوا يعيش معهم شخص وحيد يبلغ من العمر 65 عاماً فما فوق. وبلغ متوسط حجم الأسرة المعيشية 3.03، أما متوسط حجم العائلات فبلغ 2.57.
بلغ العمر الوسطي للسكان 32.2 عاماً. وكانت نسبة 29.3% من القاطنين تحت سن الثامنة عشر، وكانت نسبة 7.7% بين الثامنة عشر والأربعة وعشرون عاماً، ونسبة 31.5% كانت واقعةً في الفئة العمرية ما بين الخامسة والعشرون حتى والأربعة وأربعون عاماً، ونسبة 22.2% كانت ما بين الخامسة والأربعون حتى الرابعة والستون، ونسبة 9.3% كانت ضمن فئة الخامسة والستون عاماً فما فوق. وتوزع التركيب الجنسي للسكان بنسبة 49.9% ذكور و50.1% إناث.